# Circuito independente
No wrestling profissional, um circuito independente ou uma promoção independente (também chamadas de indies) refere-se à uma promoção de tamanho muito inferior ao das que passam na televisão. Tais promoções não recebem apoio externo e se mantém ativas por conta própria, tendo como exemplos a Ring of Honor, a Ohio Valley Wrestling e a CHIKARA.